# Sozialliberale Partei (Republik Moldau)
Die Sozialliberale Partei (rumänisch Partidul Social-Liberal, PSL) war eine liberale moldauische politische Partei.
Sie hatte etwa 7000 Mitglieder. Bei den Parlamentswahlen 2005 trat sie im Rahmen des Wahlblock "Moldova Democrată" an, dieser erhielt 28,5 % der Stimmen und die PSL 3 der 101 Sitze. Präsident der PSL war Dr. Oleg Serebrian. Die Sozialliberale Partei war Mitglied der Liberalen Internationale.
2008 ging die Partei in der Partidul Democrat din Moldova auf. Serebrian wurde deren stellvertretender Vorsitzender.